# Uradżajnaja (obwód witebski)
Uradżajnaja (biał. Ураджайная; ros. Урожайная, Urożajnaja) – wieś na Białorusi, w obwodzie witebskim, w rejonie głębockim, w sielsowiecie Hołubicze.
Do 1964 roku miejscowość nosiła nazwę Zaszcześle (biał. Зашчэсле, Zaszczesle; ros. Защесле, Zaszczesle).

## Historia
W czasach zaborów w granicach Imperium Rosyjskiego.
W dwudziestoleciu międzywojennym wieś i folwark leżał w Polsce, w województwie wileńskim, w powiecie dziśnieńskim, do 11 kwietnia 1929 w gminie Dokszyce, następnie w gminie Hołubicze.
Według Powszechnego Spisu Ludności z 1921 roku:
- wieś – zamieszkiwały 62 osoby, 24 było wyznania rzymskokatolickiego, a 38 prawosławnego. Jednocześnie 15 mieszkańców zadeklarowało polską przynależność narodową, a 47 białoruską. Było tu 13 budynków mieszkalnych[4].
- folwark – zamieszkiwało 16 osób, 10 było wyznania rzymskokatolickiego a 6 prawosławnego. Jednocześnie 10 mieszkańców zadeklarowało polską przynależność narodową a 6 białoruską. Były tu 2 budynki mieszkalne[4].

Wykaz miejscowości wymienia wyłącznie wieś. W 1931 w 22 domach zamieszkiwało 115 osób.
Miejscowość należała do miejscowej parafii rzymskokatolickiej i prawosławnej w Hołubiczach. Podlegała pod Sąd Grodzki w Głębokiem i Okręgowy w Wilnie; właściwy urząd pocztowy mieścił się w Królewszczyźnie.